# Rosalinella
Rosalinella es un género de foraminífero planctónico considerado un sinónimo posterior de Globotruncana de la subfamilia Globotruncaninae, de la familia Globotruncanidae, de la superfamilia Globotruncanoidea, del suborden Globigerinina y del orden Globigerinida. Su especie tipo era Rosalina linneiana. Su rango cronoestratigráfico abarca desde el Santoniense hasta el Campaniense (Cretácico superior).

## Descripción
Rosalinella incluía especies con conchas trocoespiraladas, discoidales (lados espiral y umbilical planos); sus cámaras son discoidales con ambos lados planos o ligeramente cóncavos, y seleniformes en el lado espiral; sus suturas intercamerales eran curvas y elevadas en el lado espiral, y curvas y ligeramente elevadas en el lado umbilical (carenas circumcamerales de superficie lisa en ambos lados); su contorno ecuatorial era redondeado o ligeramente lobulado; su periferia era plana y bicarenada, con las dos carenas gruesas y paralelas, y separadas por una banda imperforada; su ombligo era muy amplio y somero; su abertura principal era interiomarginal, umbilical-extraumbilical, protegida por una tegilla continua formada por pósticos fusionados; presentaban pared calcítica hialina, macroperforada con poros cilíndricos, con la superficie lisa en el lado espiral y fina o moderadamente pustulada en el lado umbilical.

## Discusión
Muchos autores han considerado Rosalinella un sinónimo subjetivo posterior de Globotruncana. Otros autores lo han considerado un género válido tras enmendarlo. Clasificaciones posteriores incluirían Rosalinella en la superfamilia Globigerinoidea.

## Paleoecología
Rosalinella, como Globotruncana, incluía especies con un modo de vida planctónico, de distribución latitudinal cosmopolita, y habitantes pelágicos de aguas profundas (medio mesopelágico inferior a batipelágico superior).

## Clasificación
Rosalinella incluía a las siguientes especies:
- Rosalinella cushmanni †
- Rosalinella globigerinoides †
- Rosalinella linneiana †
- Rosalinella lapparenti †
- Rosalinella rugosa †
- Rosalinella sublaevigata †